# Continental Basketball Association 2007-2008
La stagione CBA 2007-2008 fu la 62ª della Continental Basketball Association. Parteciparono 10 squadre divise in due gironi.
Rispetto alla stagione precedente, si aggiunsero gli Atlanta Krunk, gli East Kentucky Miners, gli Oklahoma Cavalry e i Rio Grande Valley Silverados. Gli Indiana Alley Cats scomparvero.
I Great Falls Explorers non terminarono la stagione.

## Squadre partecipanti
- Albany Patroons
- Atlanta Krunk
- Butte Daredevils
- E. Kentucky Miners
- G. Falls Explorers
- Minot SkyRockets
- Oklahoma Cavalry
- Pittsburgh Xplosion
- R.G.V. Silverados
- Yakama Sun Kings

## Classifiche

### American Division
| Squadra              | V  | P  | QW    | PTS   |
| -------------------- | -- | -- | ----- | ----- |
| Minot SkyRockets     | 38 | 10 | 124,5 | 238,5 |
| Pittsburgh Xplosion  | 29 | 19 | 115,5 | 202,5 |
| East Kentucky Miners | 26 | 22 | 100,5 | 178,5 |
| Albany Patroons      | 21 | 26 | 89,0  | 152,0 |
| Atlanta Krunk        | 9  | 34 | 47,5  | 74,5  |

### National Division
| Squadra                      | V  | P  | QW    | PTS   |
| ---------------------------- | -- | -- | ----- | ----- |
| Yakama Sun Kings             | 43 | 5  | 135,0 | 264,0 |
| Oklahoma Cavalry             | 30 | 18 | 116,5 | 206,5 |
| Butte Daredevils             | 17 | 31 | 86,5  | 137,5 |
| Rio Grande Valley Silverados | 13 | 35 | 83,5  | 122,5 |
| Great Falls Explorers        | 13 | 23 | 57,5  | 96,5  |

### Tabellone
|  | Play-in | Play-in             | Play-in          |                     |                   | Finali di conference | Finali di conference | Finali di conference |  |  | Finale CBA | Finale CBA | Finale CBA |  |
|  |         |                     |                  |                     |                   |                      |                      |                      |  |  |            |            |            |  |
|  |         |                     |                  |                     |                   | 1a                   | Minot SkyRockets*    | 2                    |  |  |            |            |            |  |
|  |         |                     |                  |                     |                   | 1a                   | Minot SkyRockets*    | 2                    |  |  |            |            |            |  |
|  |         |                     | 2a               | Pittsburgh Xplosion | 0                 |                      |                      |                      |  |  |            |            |            |  |
|  | 3a      | E. Kentucky Miners  | 2a               | Pittsburgh Xplosion | 0                 | 0                    |                      |                      |  |  |            |            |            |  |
|  | 3a      | E. Kentucky Miners  |                  |                     |                   |                      |                      |                      |  |  |            |            |            |  |
|  | 2a      | Pittsburgh Xplosion | 1                |                     |                   |                      |                      |                      |  |  |            |            |            |  |
|  | 2a      | Pittsburgh Xplosion | 1                |                     | Minot SkyRockets* | Minot SkyRockets*    | 2                    |                      |  |  |            |            |            |  |
|  |         |                     |                  |                     |                   |                      |                      |                      |  |  |            |            |            |  |
|  |         |                     | Oklahoma Cavalry | Oklahoma Cavalry    | 3                 |                      |                      |                      |  |  |            |            |            |  |
|  |         |                     |                  | Oklahoma Cavalry    | 3                 |                      |                      |                      |  |  |            |            |            |  |
|  |         |                     |                  |                     |                   |                      |                      |                      |  |  |            |            |            |  |
|  |         |                     |                  |                     |                   |                      |                      |                      |  |  |            |            |            |  |
|  |         | 2n                  | Oklahoma Cavalry | 2                   |                   |                      |                      |                      |  |  |            |            |            |  |
|  |         |                     |                  | 2                   |                   |                      |                      |                      |  |  |            |            |            |  |
|  |         |                     | 1n               | Yakama Sun Kings*   | 0                 |                      |                      |                      |  |  |            |            |            |  |

Legenda
- * Vincitore Division
- "Grassetto" Vincitore serie
- "Corsivo" Squadra con fattore campo

## Play-off

### Play-in
| Pittsburgh 11 marzo 2008                            | Pittsburgh Xplosion | 129 – 121 (20-32, 51-54, 85-84) | East Kentucky Miners | Petersen Events Center |
| \| \| \| \| \| DeGroat 31 \| Punti \| 34 McLeish \| |                     |                                 |                      |                        |
|                                                     |                     |                                 |                      |                        |
| DeGroat 31                                          | Punti               | 34 McLeish                      |                      |                        |

### Finali di conference

#### American Division
| Minot | Minot SkyRockets | 105 – 87 (?, ?, 77-78) | Pittsburgh Xplosion |  |

| Minot 18 marzo 2008                      | Minot SkyRockets | 103 – 89   | Pittsburgh Xplosion |  |
| \| \| \| \| \| \| Punti \| 23 Mickens \| |                  |            |                     |  |
|                                          |                  |            |                     |  |
|                                          | Punti            | 23 Mickens |                     |  |

#### National Division
| Lawton 11 marzo 2008                     | Oklahoma Cavalry | 101 – 99 (37-19, ?, ?) | Yakama Sun Kings | Great Plains Coliseum |
| \| \| \| \| \| Haywood 19 \| Punti \| \| |                  |                        |                  |                       |
|                                          |                  |                        |                  |                       |
| Haywood 19                               | Punti            |                        |                  |                       |

| Yakima 14 marzo 2008 | Yakama Sun Kings | 90 – 103 | Oklahoma Cavalry |  |

### Finale CBA
| Lawton 22 marzo 2008, ore 19:30          | Oklahoma Cavalry | 112 – 108 | Minot SkyRockets | (2.117 spett.) |
| \| \| \| \| \| Haywood 29 \| Punti \| \| |                  |           |                  |                |
|                                          |                  |           |                  |                |
| Haywood 29                               | Punti            |           |                  |                |

| Lawton 24 marzo 2008, ore 19:30                  | Oklahoma Cavalry | 89 – 92 (?, 47-50, ?) | Minot SkyRockets |  |
| \| \| \| \| \| Selvy 19 \| Punti \| 30 Fields \| |                  |                       |                  |  |
|                                                  |                  |                       |                  |  |
| Selvy 19                                         | Punti            | 30 Fields             |                  |  |

| Minot 26 marzo 2008, ore 19:05 | Minot SkyRockets | 93 – 98 | Oklahoma Cavalry |  |

| Minot 28 marzo 2008, ore 19:05                       | Minot SkyRockets | 96 – 82 (?, 48-41, 72-57) | Oklahoma Cavalry |  |
| \| \| \| \| \| Cunningham 16 \| Punti \| 13 Green \| |                  |                           |                  |  |
|                                                      |                  |                           |                  |  |
| Cunningham 16                                        | Punti            | 13 Green                  |                  |  |

| Minot 29 marzo 2008, ore 19:05                      | Minot SkyRockets | 76 – 86 (19-24, 45-42, ?) | Oklahoma Cavalry |  |
| \| \| \| \| \| Johnson 14 \| Punti \| 23 Daniels \| |                  |                           |                  |  |
|                                                     |                  |                           |                  |  |
| Johnson 14                                          | Punti            | 23 Daniels                |                  |  |

## Vincitore
| Campione CBA 2008            |
| ---------------------------- |
| Oklahoma Cavalry (1º titolo) |

## Statistiche
| Categoria             | Giocatore      | Squadra                              | Stat |
| --------------------- | -------------- | ------------------------------------ | ---- |
| Punti per gara        | Josh Pace      | East Kentucky Miners                 | 23,0 |
| Rimbalzi per gara     | Steve Thomas   | Atlanta Krunk / East Kentucky Miners | 11,4 |
| Assist per gara       | Moochie Norris | Yakama Sun Kings                     | 8,9  |
| Palle rubate per gara | Ronnie Fields  | Minot SkyRockets                     | 2,7  |
| Stoppate per gara     | Johnny Tyson   | Rio Grande Valley Silverados         | 1,9  |
| FG%                   | Steve Thomas   | Atlanta Krunk / East Kentucky Miners | 62,5 |
| FT%                   | Mike Dean      | East Kentucky Miners                 | 88,3 |
| 3FG%                  | Ed Horton      | East Kentucky Miners                 | 50,0 |

## Premi CBA
- CBA Most Valuable Player: Daryan Selvy[11], Oklahoma Cavalry
- CBA Coach of the Year: Paul Woolpert[12], Yakama Sun Kings
- CBA Defensive Player of the Year: Marvin Phillips[13], Oklahoma Cavalry
- CBA Newcomer of the Year: Boo Jackson[14], East Kentucky Miners
- CBA Rookie of the Year: Anthony Washington[15], Yakama Sun Kings
- CBA Playoff MVP: Brandon Dean, Oklahoma Cavalry
- All-CBA First Team:[16]
  - Daryan Selvy, Oklahoma Cavalry
  - Desmond Ferguson, Yakama Sun Kings
  - Ronnie Fields, Minot SkyRockets
  - Boo Jackson, East Kentucky Miners
  - Moochie Norris, Yakama Sun Kings
- All-CBA Second Team:
  - Nat Burton, Albany Patroons
  - John DeGroat, Pittsburgh Xplosion
  - Josh Pace, East Kentucky Miners
  - Marvin Phillips, Oklahoma Cavalry
  - Steve Thomas, Atlanta Krunk / East Kentucky Miners
- CBA All-Defensive First Team:
  - Marvin Phillips, Oklahoma Cavalry
  - Harvey Thomas, Yakama Sun Kings
  - Ronnie Fields, Minot SkyRockets
  - Steve Thomas, Atlanta Krunk / East Kentucky Miners
  - Sidney Holmes, Minot SkyRockets
- CBA All-Rookie First Team:
  - Anthony Washington, Yakama Sun Kings
  - Marcus Heard, East Kentucky Miners
  - Mike Crain, East Kentucky Miners
  - Tyrone Anderson, Pittsburgh Xplosion
  - Bilal Simmons, Atlanta Krunk